# Половодье (фестиваль)
«Половодье» — ежегодный традиционный фестиваль современной моды и музыки, проводимый в Магнитогорске.
В 2013 году фестиваль включен в программу года России в Нидерландах в рамках перекрестного года Голландии в России. Её целью является обмен ценностями между культурой и обществом обеих стран.
Фестиваль — творческая лаборатория для молодых и начинающих дизайнеров одежды, территория творчества и свободного волеизъявления, возможность участия в мастер-классе приглашённых гостей фестиваля успешных молодых отечественных дизайнеров и художников-концептуалистов.
Участником может стать любой вне зависимости от возраста и образования (в разное время свои коллекции представляли авторы от 9 лет (детская дизайн-студия Яблоко), до 53 лет.
Особенность фестиваля — присутствие на одной площадке авторов, впервые создавших коллекцию, моделей, набранных по объявлению и подготовленных в течение месяца специально для фестиваля, и вместе с ними
профессиональных моделей из местных агентств, и специальных гостей — успешных российских дизайнеров из регионов,Москвы, постсоветского пространства и Западной Европы.
Фестиваль является некоммерческим, все занятые в нём дизайнеры, модели, администраторы работают бесплатно, все финансовые проблемы решаются привлечением спонсорских средств.
Фестиваль -  уличная площадка и открыт для всех желающих его увидеть, так как проводится принципиально ввиду воды берег Урала, городской фонтан у дворца им. Серго Орджоникидзе и на других центральных улицах и площадях города.
Яркое шоу призванное сплотить творческие коллективы города, дизайнеров, стилистов, моделей, визажистов, парикмахеров, художников, фотографов, открыть новые таланты, привить молодёжи любовь к искусству, развить творческое мышление и стремление к развитию и личному росту. Традиционно фестиваль проводится в г. Магнитогорск в середине лета и длится, в зависимости от задумки организаторов от одного до нескольких дней.
Первыми организаторами фестиваля были Максим Черницов, Лия Кинибаева, Елена Чернова, Павел Павлов и Татьяна Таянова.

## История фестиваля Половодье
Автор идеи фестиваля Максим Черницов, (MAX CHERNITSOV) в 1999 году студент филфака Магнитогорского государственного университета, сейчас молодой отечественный дизайнер, начинавший в участия в конкурсах «Международная премия дизайна в области костюма SMIRNOFF», далее — работал для марки Кокоджем Галери, потом под собственным именем.
Концепция: Половодье — по-весеннему бурное обновление всего живущего, снос старого и отжившего.
В 1999 году Черницов MAX CHERNITSOV и Кинибаева организовали и провели первый фестиваль
современной моды и музыки Половодье, под девизом Свитер для рыбки.
Лия Кинибаева в то время руководила студией дизайна «Яблоко» для детей, при Ленинском Доме творчества г. Магнитогорска.
Макс, в то время студент филфака МАГУ, изложил ей свою идею — собрать дизайнеров, музыкантов, и сделать перформанс на открытом воздухе — для всех, кто захочет его увидеть.
Но в первую очередь, конечно, для людей, которым это близко и интересно, и для друзей.
В первом фестивале приняли участие четыре дизайнера:
- выпускник кафедры дизайна МАГУ Ишбулатов Сергей с коллекцией «На грани»;
- Лия Кинибаева с коллекцией «Рядом»;
- участник полуфинала регионального тура конкурса Международная премия дизайна в области одежды Smirnoff Роман Дудоров (Екатеринбург);
- Максим Черницов с коллекцией «Свитер для рыбки» и перформансом «Голый король».

Основным материалом для перформанса «Свитер для рыбки» и для «Рядом» — послужили…несколько мешков с трикотажем из секонд-хенда, хозяева которого, друзья Кинибаевой, любезно согласились предоставить материал бесплатно.
В музыкальной части фествиаля были — группы Б. О.Б, Деменция, Кайки Лоппу, солировал музыкант Паша Рыбушкин.
Моделингом фестиваля — подбором и обучение моделей занимались, наряду с администрированием самого фестиваля, — модельное агентство Vivamoda (рук. Кинибаева Лия, хореограф Чернова Елена).
Фоторепортаж фестиваля сьвзяли на себя фотографы Сергей Лихачев, Николай Смоленкин.
Дизайн полиграфии фестиваля — первые в истории фестиваля черно-белые пригласительные билеты — сделал Максим Петренко, студия Нонпарель.
Место проведения — огромная каменная лестница (естественный подиум, зрители внизу) у дворца культуры им. Серго Орджоникидзе.
Помощь в организации:
- оплата приезда гостя из Екатеринбурга — Андрей Истомин, предприниматель;
- помощь в подключении к электросетям для озвучивания — Светлана Буданова, директор дворца им. Серго Орждоникидзе,
- транспорт для примерок и развоза техники — Владимир Владимирович Ведерников, директор кирпичного завода Треста «Магнитострой»

Звук подиума диджей Иван, резидент клуба «Торнадо», Магнитогорск, и Амир Камалов.
Звуковая аппаратура — клуб «ТОРНАДО», Магнитогорск
Подарки фестиваля — «банданы» и аудиокассеты от компании Кока-Кола Наталья Янбахтова.
Погода в день первого фестиваля — специально по запросу в Гидрометцентр ! Ровно в 7 часов вечера прекратился проливной дождь, начавшийся с 9 утра — и выглянуло солнце!
И первый фестиваль состоялся! Подтвердив истину, что инициатива — не наказуема, а напротив — единственно возможный и правильный вариант делать что-то от души, и изо всех сил этой души.

## Программа фестиваля
В разные годы в программу фестиваля помимо презентации дизайнерами своих модных коллекций, а также взрывных перфомансов входили:
- выставка цифрового арт-дизайна:
- демонстрация компьютерной графики;
- флэш-анимация;
- фотовыставка;
- видеоинсталляции.
- фотокросс;
- Фестиваль граффити-технологий
- буккроссинг
- открытие демонстрационного зала «Половодья»
- разнообразные лекции для участников фестиваля;
- арт-проект «Монологи ног». Авторы проекта — Лия Кинибаева, стилист, Роттердам, Nederland Роман Махмутов. Фотограф, Магнитогорск, Россия

## Воплощение идеи фестиваля
Творческое наполнение фестиваля яркое и непредсказуемое, поскольку гости и участники фестиваля — представители разных городов и стран. Это мешает делать прогнозы относительно характера «Половодья» в следующем году. Разнообразие в программе фестиваля, позволяет удовлетворить интерес любой категории зрителей.
Свои коллекции представляли дизайнеры Магнитогорска, Челябинска, Уфы, Оренбурга, Новокузнецка, Екатеринбурга, Сочи, Нидерландов, Москвы.
Внеконкурсные коллекции, представляемые модельерами получившими всеобщее признание, задают ритм фестивалю и дают стимул молодым дизайнерам:
- MAX CHERNITSOV «Пожар»
- Dasha Gauser «Александр», (2010)
- Александр Петлюра, «Second Hand Dreams» (2000)

К модели «Половодья» предъявляются особые требования: умение показать творение модельера, поддержать общее настроение коллекции и фестиваля в целом. Подготовкой кандидатов занимается хореограф Елена Хаматханова.

## Организация фестиваля
- Первый фестиваль Половодье был организован в 1999 году Лией Кинибаевой и Максимом Черницовым ([MAX CHERNITSOV])
- 2001—2002 — Макс Черницов и Лия Кинибаева.
- 2003—2007 — Лия Кинибаева.
- Начиная с 2007 года Лия Кинибаева организует фестиваль при поддержке подразделения по молодёжной политике администрации города Магнитогорска.

## Тематика фестиваля
Логотип «Половодья» создается специально для каждого фестиваля. Разработкой логотипа занимались Татьяна Лихачева, Валерий Липатов, Сергей Ишбулатов, Вася Иванов, Рита Петренко, Александра Унжакова.
Каждый год, помимо логотипа, меняется и характер шоу, что отражается в тематике мероприятия:
- 2005 «Мир как Победа»
- 2006 «Трогай!»
- 2007 «Сопромат»
- 2008 «Вне жанров»
- 2009 «Демонстрация любви»
- 2010 «Погружение»
- 2011 «Поиграем!?»
- 2012 «Отражение»

## Номинации
Основная задача «Половодья» привить любовь и интерес к искусству, способствовать самовыражению и профессиональному становлению участников. Тем не менее конкурсная составляющая обязывает выявить лучшего.
Поскольку «Половодье» явление стихийное и не знает границ, судить обо всем представленном на суд жюри по однотипным критериям невозможно, этим обусловлены номинации:
- «Дебют»,
- «Прет-а-порте»,
- «Художественная идея»,
- «Костюм-перформанс»,
- «Гран-при».
- «Авангард»
- «Перспектива»
- «Взгляд молодежи»
- «Фотодженик»
- «Кастомайзинг»

## Жюри
Члены жюри — дизайнеры, аналитики мод, стилисты, признанные на российском рынке fashion-индустрии:
- Анжелика Юсуф — директор по работе с дизайнерами на Russian Fashion Week
- Sylvia Krens — создатель марки «Hi-de-hi»
- Вася Иванов -модельер
- Егор Зайцев — модельер
- Александр Цхварадзе — стилист
- Александр Петлюра — дизайнер
- MAX CHERNITSOV — дизайнер
- Жанна Эппле — актриса
- Светлана Падерина — аналитик моды
- Урсула Пелт — дизайнер
- Малика Тансыкбаева — PR директор «ZHANAR» (Москва)

Фестиваль проводится при поддержке Администрации г. Магнитогорска, отдела по делам молодёжи.